# Mont Atago
Pour les articles homonymes, voir Mont Atago (Chiba).
Le mont Atago (愛宕山, Atago-yama/san) est une montagne de 924 m d'altitude située dans la partie nord-ouest d'Ukyo-ku, ville de Kyoto, préfecture de Kyoto au Japon.

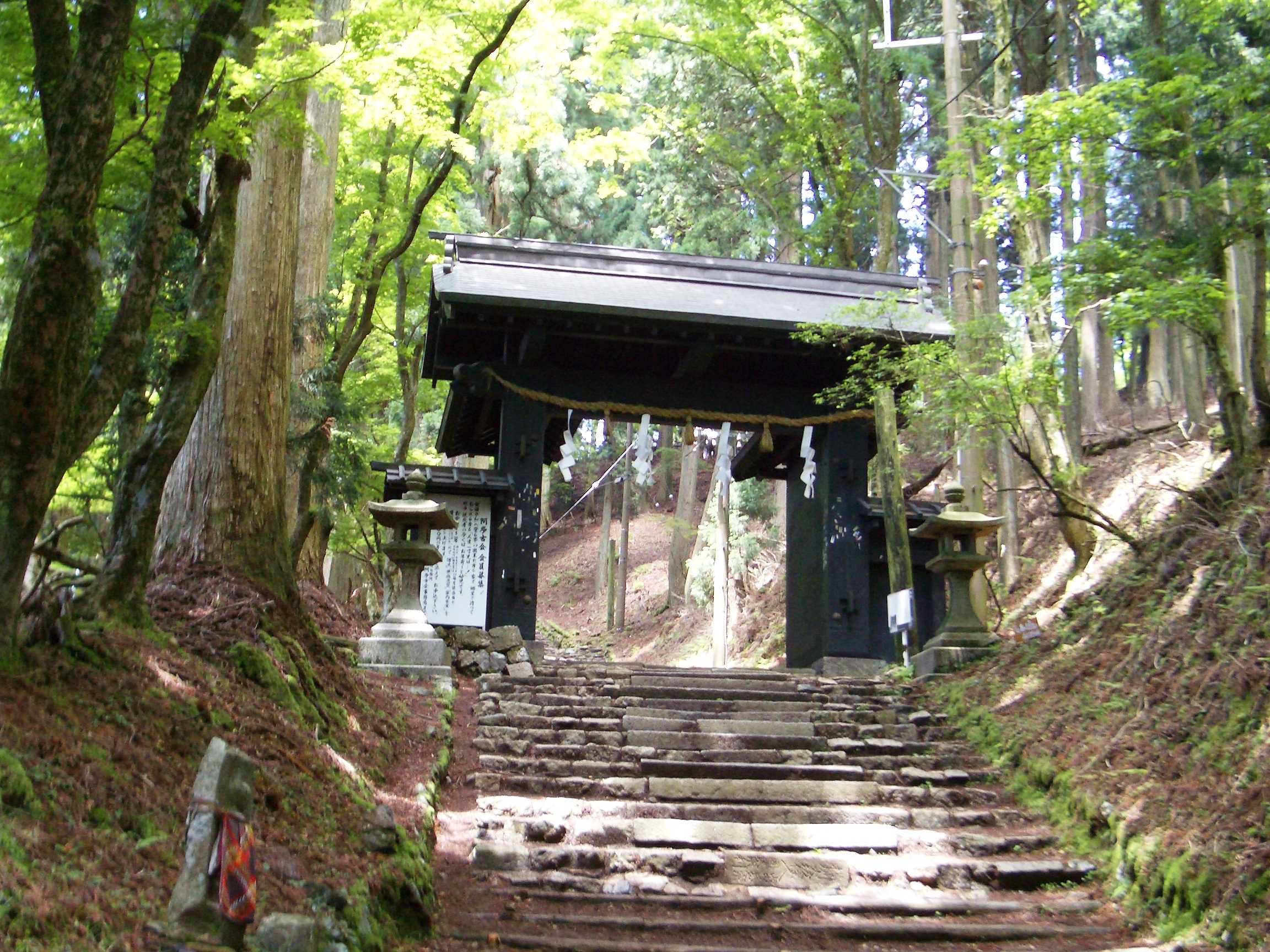
La porte Kuromon du mont Atago.
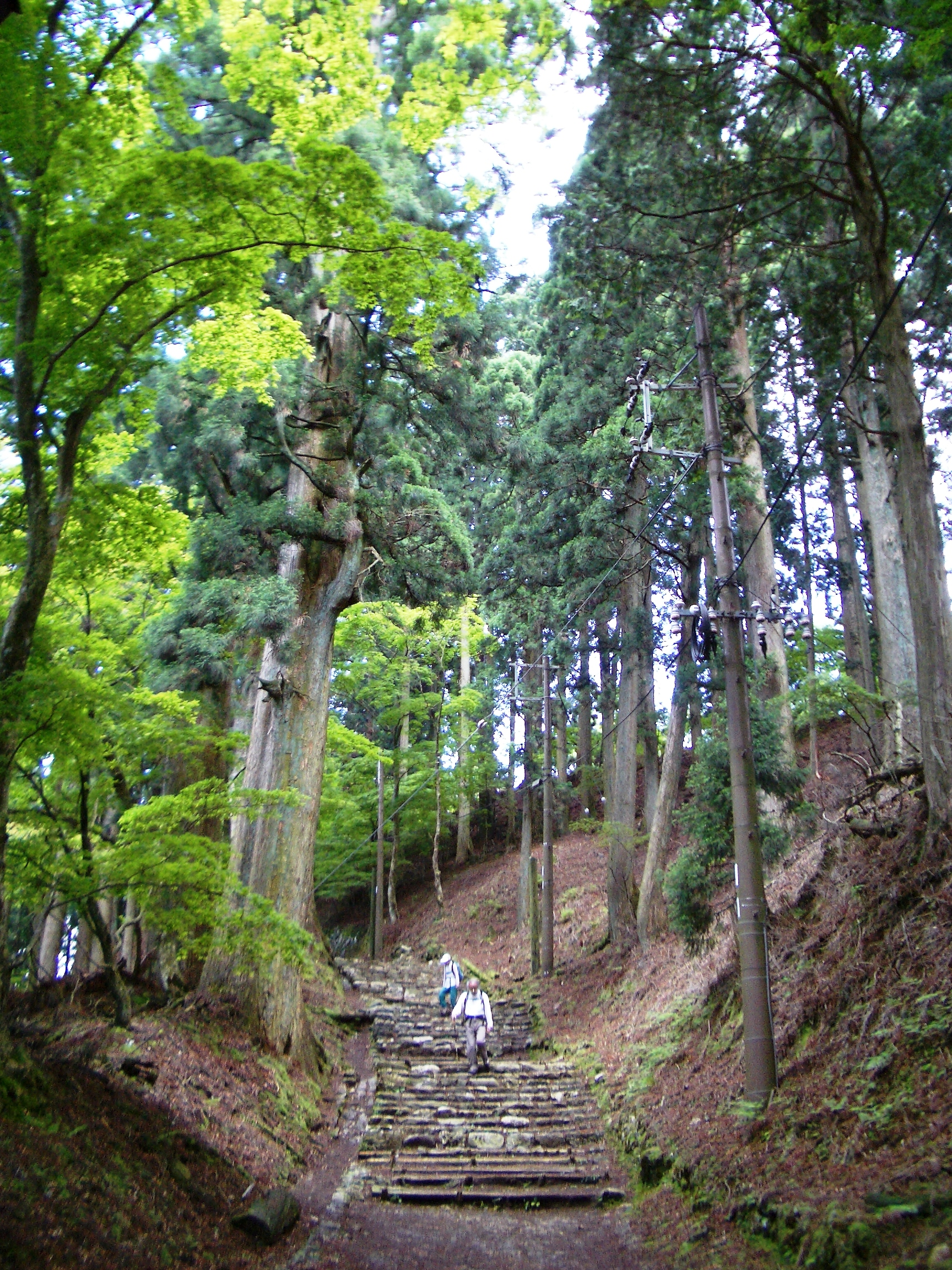
Chemin vers le sommet du mont.
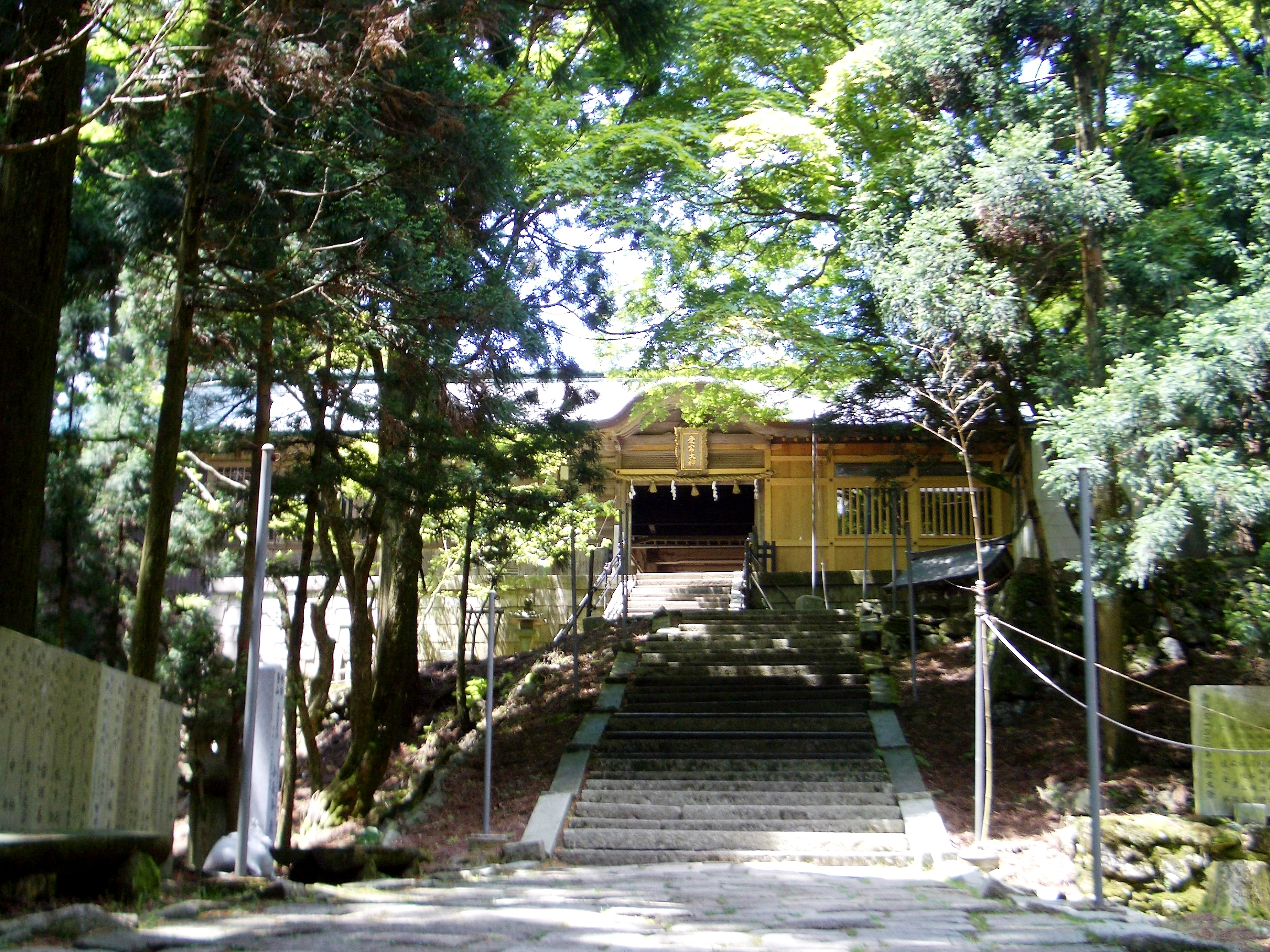
Le sanctuaire Atago au sommet du mont.
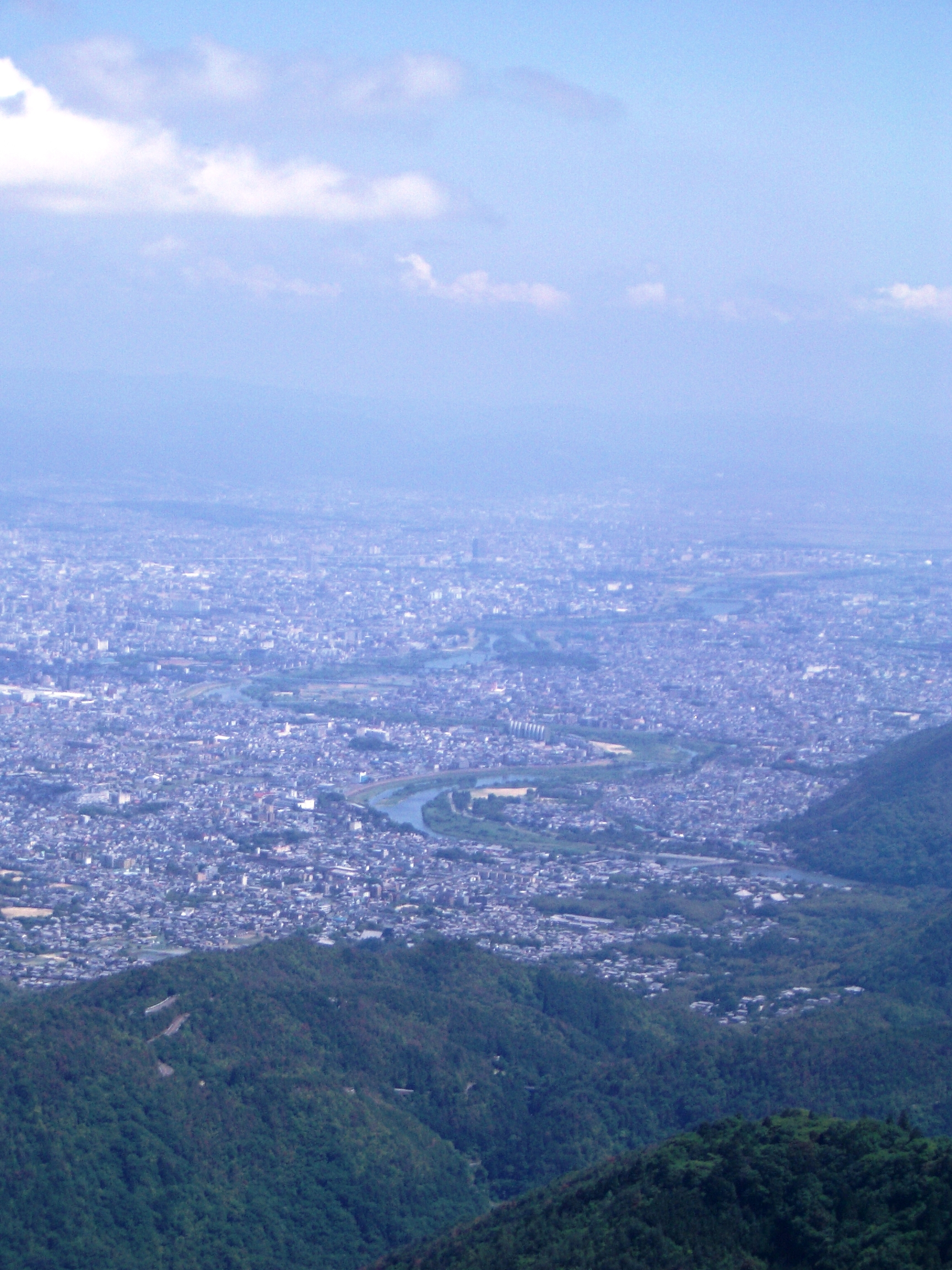
La rivière Katsura vue du mont Atago.
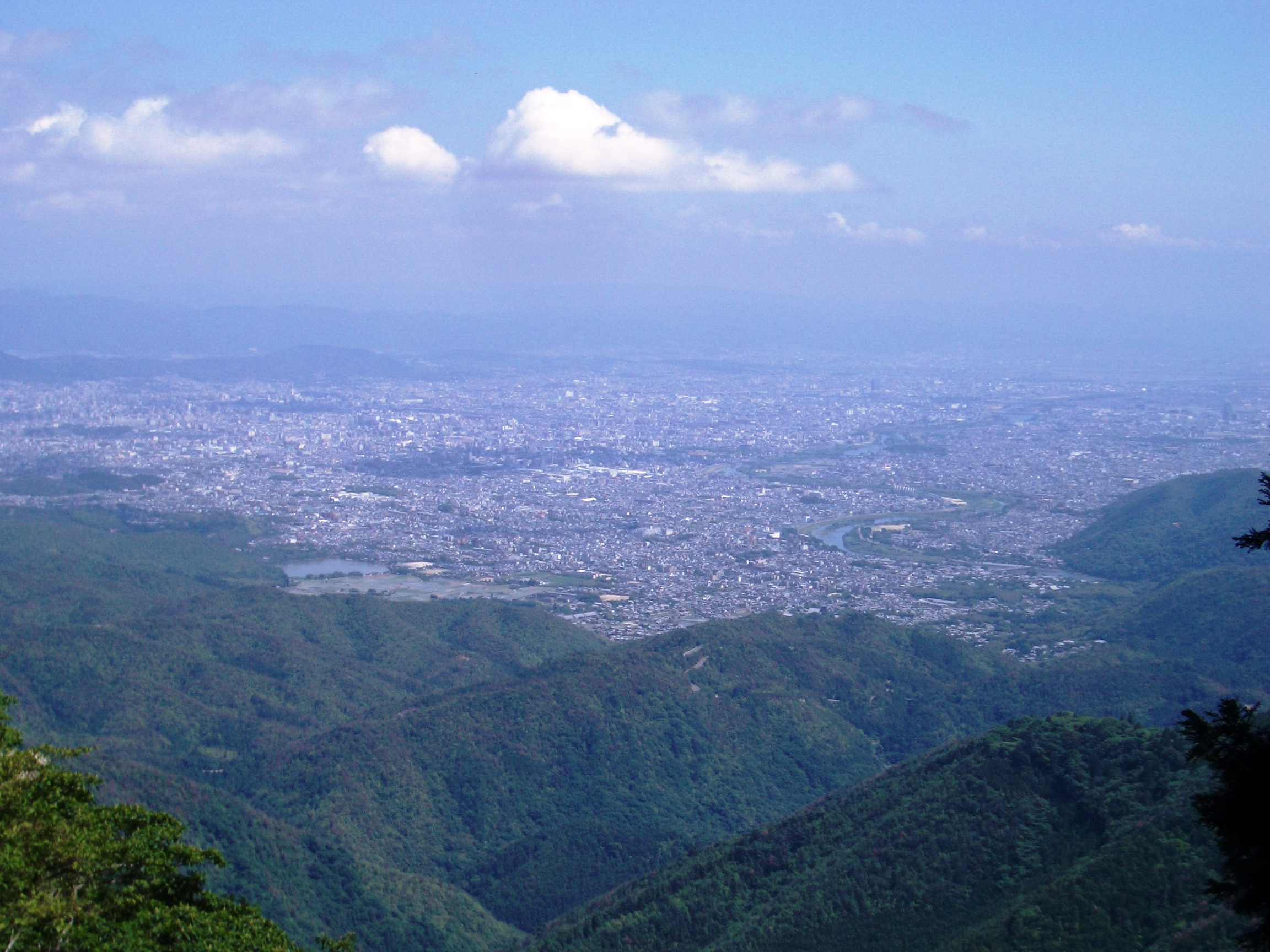
Kyoto vue du mont Atago.
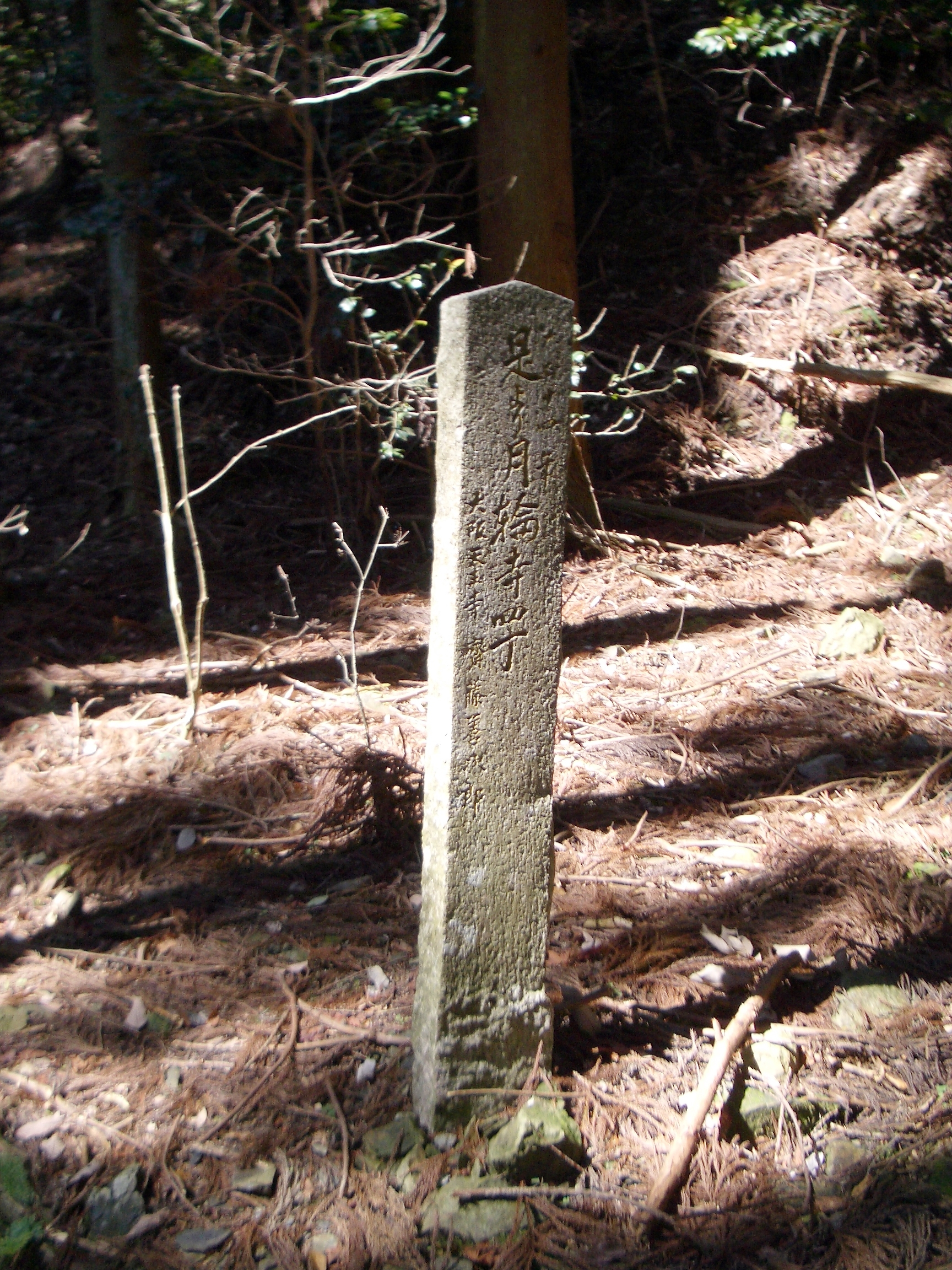
Poteau de randonnée.
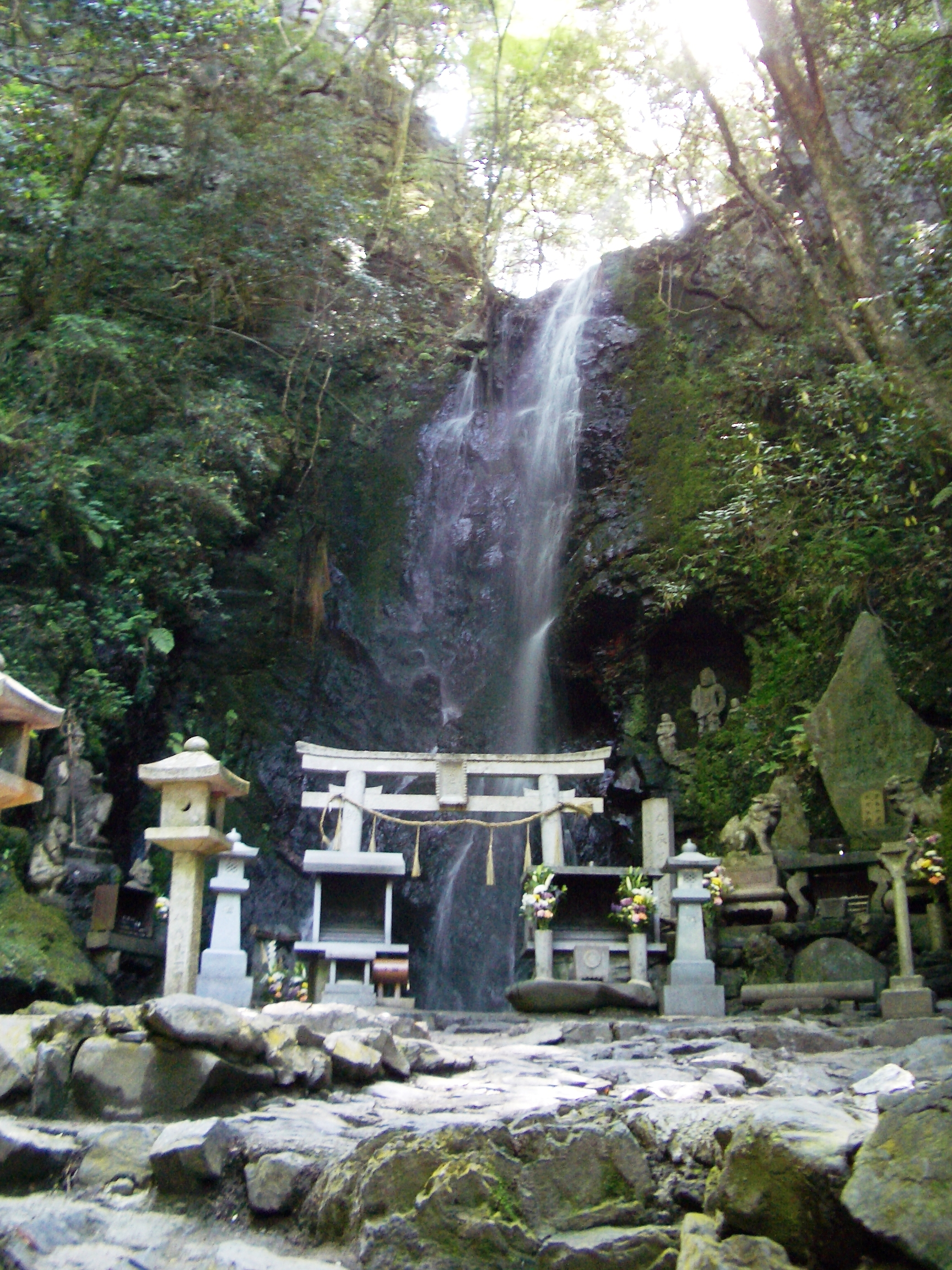
Les chutes d'eau de Fudo.
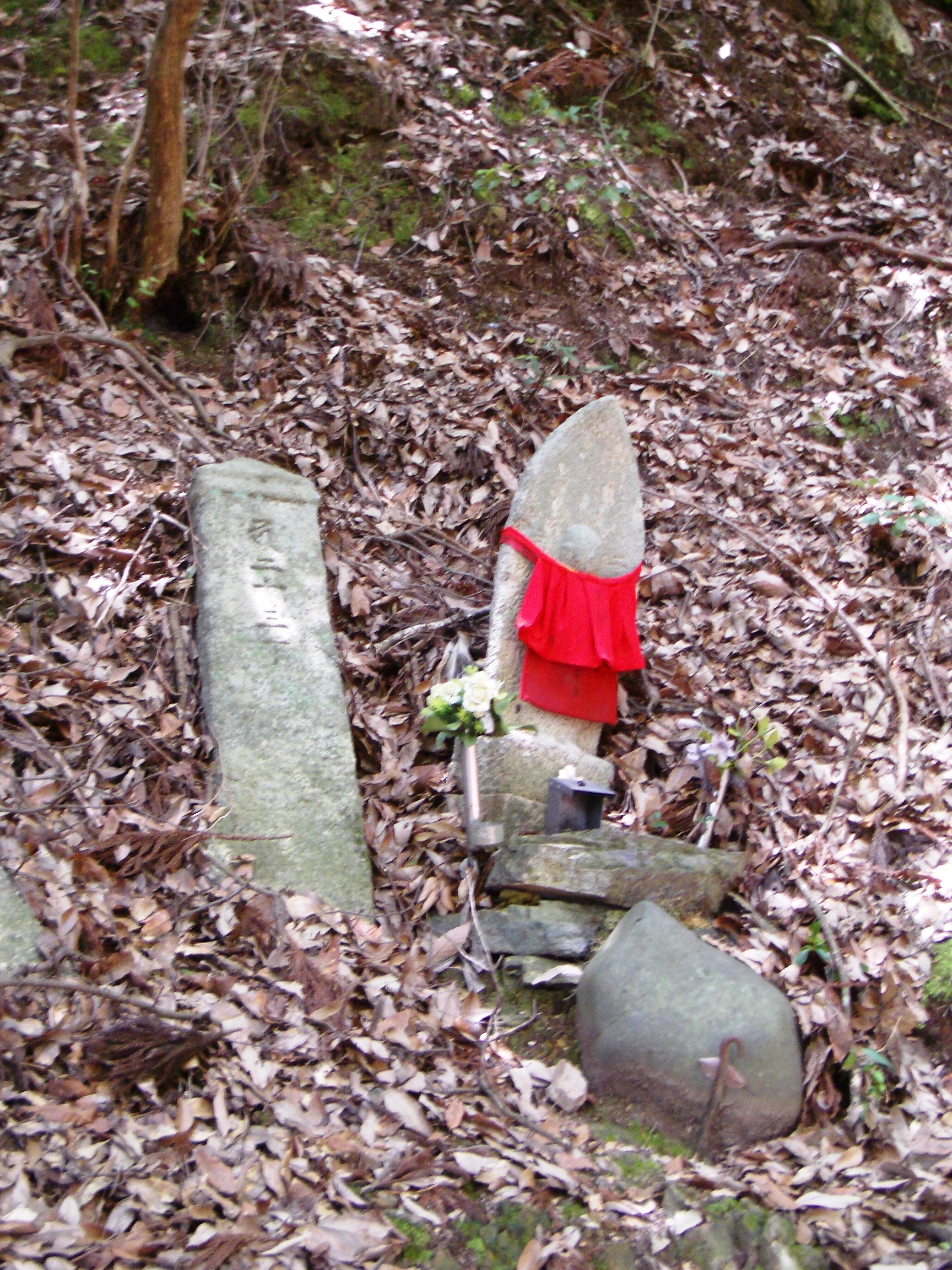
Objets religieux.